# Caçador
Caçador là một đô thị thuộc bang Santa Catarina, Brasil. Đô thị này có diện tích 981,901 km², dân số năm 2007 là 67625 người, mật độ 68,8 người/km².